# Haitianisch-turkmenische Beziehungen
Die haitianisch-turkmenischen Beziehungen beschreiben das bilaterale Verhältnis zwischen der Republik Haiti einerseits und Turkmenistan andererseits.
Die im Jahr 1804 von Frankreich unabhängig gewordene Republik Haiti und das im Jahr 1991 aus der Auflösung der Sowjetunion entstandene Turkmenistan unterhalten seit 1997 diplomatische Beziehungen.
Die diesbezügliche  gemeinsame Erklärung wurde vom turkmenischen Außenminister Boris Şyhmyradow und seinem haitianischen Amtskollegen Fritz Longchamp bei den Vereinten Nationen in New York unterzeichnet.
Weder auf diplomatischer noch auf konsularischer Ebene wurden Auslandsvertretungen im jeweils anderen Land eingerichtet.
Die formalisierten Beziehungen zeigten weder bei politischen noch wirtschaftlichen oder kulturellen Themen Ansätze bilateraler Zusammenarbeit.